# 阿塔克夏塔

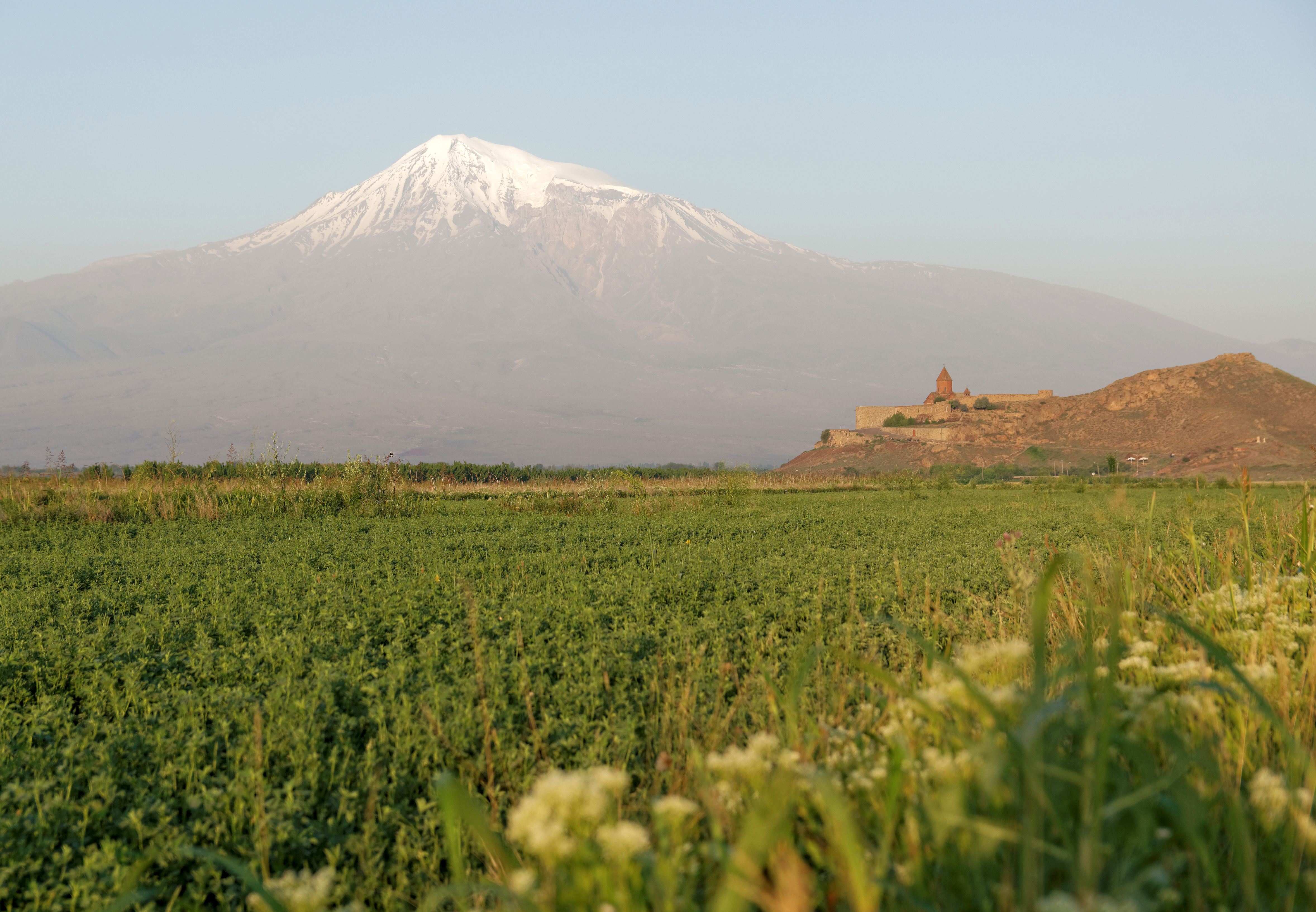

阿塔克夏塔是古亞美尼亞主要遺跡之一，在公元前176年至120年是亞美尼亞王國的首都。這座城市始建於阿爾塔克夏王朝創始者阿爾塔什斯一世統治時期，位於現在的亞美尼亞亞拉拉特州。在1世紀至5世紀，這座城市多次被摧毀和重建，最後廢棄。遺跡現有部分保存。